# Tunnels en Suisse
La Suisse compte environ 1 800 tunnels, principalement ferroviaires et routiers, soit l'une des plus grandes densités au monde. Parmi ceux-ci, environ 260 sont des tunnels d'infrastructures (galerie d'amenée, galerie d’adduction, etc.) et une centaine sont des tunnels d'accès à des installations (tunnel de service, militaire).

Carte topographique de la Suisse avec les principales localités et le réseau principal de transport.

## Histoire
Le premier tunnel connu de Suisse destiné aux transports est le tunnel romain de Pierre-Pertuis. Le Trou d'Uri, construit en 1707-1708 et d'une longueur de 64 mètres, a été creusé peu avant Andermatt sur la route col du Saint-Gothard. Le premier tunnel ferroviaire, le tunnel du Schlossberg (de) près de Baden (80 m), qui relie Zurich à Baden, est percé en 1846-1847 selon la même méthode que le Trou d'Uri.

## Liste de tunnels

### Tunnels ferroviaires

#### En service
| Nom                             | Ligne                                                              | Cantons / Pays          | Zone géographique                    | De - À                                                          | Construction / Ouverture | Longueur en mètres | Compagnie ferroviaire | Remarque |
| ------------------------------- | ------------------------------------------------------------------ | ----------------------- | ------------------------------------ | --------------------------------------------------------------- | ------------------------ | ------------------ | --------------------- | --- |
| Saint-Gothard de base           | Ligne du Gothard                                                   | Uri / Tessin            | Alpes : massif du Saint-Gothard      | Erstfeld - Bodio                                                | 1998 - 2016              | 57 100             | CFF                   | Plus long tunnel ferroviaire du monde, NLFA                                                                    |
| Lötschberg de base              | Ligne du Lötschberg                                                | Berne / Valais          | Alpes bernoises                      | Frutigen - Rarogne                                              | 1994 - 2007              | 34 600             | BLS                   | NLFA |
| Simplon                         | Ligne du Simplon                                                   | Valais / Italie         | Alpes valaisannes                    | Brigue - Iselle di Trasquera                                    | 1892 - 1906              | 19 803             | CFF                   | Transport des autos                                                                                            |
| Vereina                         | Ligne de la Vereina                                                | Grisons                 | Alpes : Silvretta                    | Klosters - Sagliains                                            | 1999                     | 19 042             | RhB                   | Transport des autos                                                                                            |
| Ceneri de base                  | Ligne du Gothard                                                   | Tessin                  | Alpes lépontines                     | Camorino - Vezia                                                | 2009 - 2020              | 15 400             | CFF                   | Franchit le col du Monte Ceneri, percement achevé en 2016. NLFA                                                |
| Furka de base                   | Furka-Oberalp, Glacier Express                                     | Uri / Valais            | Alpes : massif du Saint-Gothard      | Realp - Oberwald                                                | 1982                     | 15 381             | MGB                   | Transport des autos                                                                                            |
| Saint-Gothard                   | Ligne du Gothard                                                   | Uri / Tessin            | Alpes : massif du Saint-Gothard      | Göschenen - Airolo                                              | 1882                     | 15 003             | CFF                   | |
| Lötschberg                      | Ligne du Lötschberg                                                | Berne / Valais          | Alpes bernoises                      | Kandersteg - Goppenstein                                        | 1913                     | 14 612             | BLS                   | Transport des autos                                                                                            |
| Zimmerberg de base              | Ligne Thalwil–Arth-Goldau (de)                                     | Zurich                  | Moyen-Pays                           | Wiedikon, Zurich - Thalwil                                      | 1997 - 2002              | 9 400              | CFF                   | Environ 20 km lorsque la seconde partie sera construite. NLFA                                                  |
| Ricken (de)                     | Ligne Uznach–Wattwil (de)                                          | Saint-Gall              | Préalpes appenzelloises              | Kaltbrunn - Wattwil                                             | 1904 - 1910              | 8 603              | CFF                   | |
| Tunnel du Grenchenberg          | Ligne du Jura                                                      | Soleure / Berne         | Jura                                 | Granges - Moutier                                               | 1911 - 1915              | 8 578              | BLS                   | |
| Hauenstein de base              | Ligne du Hauenstein                                                | Soleure / Bâle-Campagne | Jura                                 | Olten - Tecknau                                                 | 1912 - 1916              | 8 134              | CFF                   | |
| Grosser (de)                    | Chemin de fer de la Jungfrau                                       | Berne                   | Alpes bernoises                      | Eigergletscher - Jungfraujoch                                   | 1995                     | 6 295              | JB                    | |
| Grauholz                        | Ligne à grande vitesse Mattstetten-Rothrist                        | Berne                   | Moyen-Pays                           | Mattstetten - Ittigen                                           | 1995                     | 6 295              | CFF                   | |
| Mont-d'Or                       | Ligne de Dijon-Ville à Vallorbe                                    | Vaud / France           | Jura                                 | Vallorbe - Longevilles                                          | 1910 - 1915              | 6 098              | CFF                   | |
| Albula                          | Ligne de l'Albula                                                  | Grisons                 | Alpes rhétiques : chaîne de l'Albula | Preda (Bergün/Bravuogn) - Spinas (Bever)                        | 1898 - 1903              | 5 865              | RhB                   | |
| Albula II                       | Ligne de l'Albula                                                  | Grisons                 | Alpes rhétiques : chaîne de l'Albula | Preda (Bergün/Bravuogn) - Spinas (Bever)                        | 2015 - 2024              | 5 860              | RhB                   | Doublement du tunnel de l'Albula, fin du percement en 2018                                                     |
| Adler                           | Ligne du Hauenstein et ligne du Bözberg                            | Bâle-Campagne           | Jura                                 | Muttenz - Liestal                                               | 1994 - 2000              | 5 300              | CFF                   | |
| Zürichberg (de)                 | Ligne S3, S5, S9, S14 et S15 du S-Bahn Zürich                      | Zurich                  | Ville de Zurich                      | Zurich Stadelhofen - Stettbach (Zurich)                         | 1990                     | 4 968              | CFF                   | Franchit le Zürichberg et l'Adlisberg                                                                          |
| Heitersberg (de)                | Ligne de l'Heitersberg                                             | Argovie                 | Moyen-Pays                           | Killwangen - Mellingen                                          | 1975                     | 4 929              | CFF                   | |
| Weinberg (de)                   | Ligne diamétrale Altstetten–Zürich HB–Oerlikon (de)                | Zurich                  | Moyen-Pays                           | Zurich                                                          | 2008 - 2014              | 4 800              | CFF                   | |
| Murgenthal (de)                 | Ligne Mattstetten-Rothrist                                         | Argovie                 | Moyen-Pays                           | Murgenthal                                                      | 2004                     | 4 287              | CFF                   | |
| Engelberg (de)                  | Chemin de fer Lucerne-Stans-Engelberg (de)                         | Obwald                  | Alpes uranaises                      | Grafenort (Engelberg) - Engelberg                               | 2009                     | 4 043              | LSE (de)              | |
| Kerenzerberg (de)               | Ligne Ziegelbrücke–Sargans (de)                                    | Glaris                  | Alpes glaronaises                    | Mollis - Mühlehorn                                              | 1960                     | 3 955              | CFF                   | Sous le col du Kerenzerberg                                                                                    |
| Lausanne-Tridel                 | Lausanne-Tridel                                                    | Vaud                    | Ville de Lausanne                    | Lausanne-Sébeillon - Lausanne-Tridel                            | 2007                     | 3 796              | Tridel                | Usine d'incinération des déchets Tridel de la Sallaz                                                           |
| Weissenstein                    | Ligne Soleure – Moutier                                            | Soleure                 | Jura                                 | Oberdorf - Gänsbrunnen                                          | 1908                     | 3 700              | BLS                   | Franchit le Weissenstein                                                                                       |
| Wasserfluh (de)                 | Ligne Bodensee Toggenburg                                          | Saint-Gall              | Préalpes appenzelloises              | Brunnadern - Lichtensteig                                       | 1905 - 1910              | 3 556              | SOB                   | |
| Stutzeck-Axenberg               | Ligne du Gothard                                                   | Uri                     | Préalpes                             | Sisikon - Flüelen                                               | 1943                     | 3 375              | CFF                   | |
| Albis (de)                      | Ligne Thalwil–Arth-Goldau (de)                                     | Zurich / Zoug           | Moyen-Pays                           | Sihlbrugg (Horgen) - Litti (Baar)                               | 1897                     | 3 359              | CFF                   | Franchit le Horgenberg                                                                                         |
| Loges                           | Ligne Neuchâtel - la Chaux-de-Fonds - Le Locle                     | Neuchâtel               | Jura                                 | Les Hauts-Geneveys - Les Convers                                | 1860                     | 3259               | CFF                   | |
| Hagenholz (de)                  |                                                                    | Zurich                  | Moyen-Pays                           | Sihlbrugg (Horgen) - Litti (Aéroport de Zurich - Bassersdorf    | 1980                     | 3 241              | CFF                   | |
| Eppenberg (de)                  | Ligne Olten–Aarau (de)                                             | Soleure                 | Moyen Pays                           | Däniken - Schönenwerd                                           | 2015 - 2020              | 3 114              | CFF                   | Programme de Développement de l’infrastructure ferroviaire (ZEB (de))                                          |
| Croix                           | Ligne Delémont - Delle                                             | Jura                    | Jura                                 | Saint-Ursanne) - Courgenay                                      | 1877                     | 2 966              | CFF                   | |
| Varen / Varonne                 | Nouvelle ligne Salgesch–Leuk (de)                                  | Valais                  | Vallée du Rhône                      | Salquenen - Salgesch                                            | 2004                     | 2 799              | CFF                   | |
| Fronalp                         | Ligne du Gothard                                                   | Schwytz                 | Préalpes                             | Brunnen SZ - Sisikon                                            | 1948                     | 2 793              | CFF                   | |
| Bözberg II                      | Ligne du Bözberg                                                   | Argovie                 | Jura                                 | Brugg - Frick                                                   | 2014 - 2020              | 2 693              | CFF                   | Doublement du tunnel du ferroviaire du Bözberg                                                                 |
| Engstlige                       | Ligne du Lötschberg                                                | Schwytz                 | Alpes bernoises                      | Reichenbach - Frutigen                                          | 2007                     | 2 600              | CFF                   | |
| Locarno                         | Ligne de chemin de fer Domodossola-Locarno                         | Tessin                  | Alpes lépontines                     | Muralto - San Martino                                           | 1990                     | 2 590              | FART                  | Train des Centovalli                                                                                           |
| Bözberg                         | Ligne du Bözberg                                                   | Argovie                 | Jura                                 | Brugg - Frick                                                   | 1874                     | 2 526              | CFF                   | |
| Hauenstein                      | Ligne du Hauenstein                                                | Soleure / Bâle-Campagne | Jura                                 | Trimbach – Läufelfingen                                         | 1853 - 1858              | 2 495              | CFF                   | |
| Vingelz / Vigneules             | Ligne du Pied-du-Jura                                              | Berne                   | Jura                                 | Bienne - Tüscherz                                               | 1969                     | 2 432              | CFF                   | |
| Jaman                           | Ligne de Montreux à Zweisimmen                                     | Vaud / Fribourg         | Préalpes vaudoises                   | Jor (Montreux) - Les Cases (Haut-Intyamon)                      | 1903                     | 2 424              | MOB                   | Franchit le col de Jaman                                                                                       |
| Önzberg (de)                    | Ligne Mattstetten-Rothrist                                         | Berne                   | Moyen-Pays                           | Herzogenbuchsee                                                 | 2004                     | 2 361              | CFF                   | |
| Tasna                           | Ligne Bever–Scuol-Tarasp (de)                                      | Grisons                 | Alpes                                | Bever - Scuol                                                   | 1913                     | 2 350              | RhB                   | |
| Sauges                          | Ligne du Pied-du-Jura                                              | Neuchâtel               | Jura                                 | Gorgier - St-Aubin - Vaumarcus                                  | 1999                     | 2 252              | CFF                   | |
| Zugwald                         | Ligne de la Vereina                                                | Grisons                 | Alpes : Silvretta                    | Klosters Platz - Klosters Selfranga                             | 1995                     | 2 172              | RhB                   | Accès au tunnel de la Vereina.                                                                                 |
| Käferberg (de)                  | Ligne Zurich-Winterthour                                           | Zurich                  | Ville de Zurich                      | Zurich Hardbrücke (de)/Zurich Altstetten (de) - Zurich Oerlikon | 1969                     | 2 119              | CFF                   | |
| Musegg                          | Ligne Lucerne-Immensee (de)                                        | Lucerne                 | Ville de Lucerne                     | Lucerne (Mühlematt) - Lucerne Musée des transports              | 1969                     | 2 119              | CFF                   | |
| Pinchat                         | CEVA                                                               | Genève                  | Villes de Lancy et Carouge           | Lancy-Bachet - Val-d'Arve                                       | 2017                     | 2 036              | CFF                   | |
| Glovelier                       | Ligne Delémont - Delle                                             | Jura                    | Jura                                 | Glovelier - Sainte-Ursanne                                      | 1894                     | 2 093              | CFF                   | Franchit le Mont Russelin                                                                                      |
| Rosshäusern (de) (nouveau)      | Ligne Berne – Neuchâtel                                            | Berne                   | Moyen-Pays                           | Rosshäusern - Gümmenen                                          | 2012 - 2018              | 1910               | BLS                   | |
| Zimmerberg (de)                 | Ligne Thalwil–Arth-Goldau (de)                                     | Zurich                  | Moyen-Pays                           | Sihlbrugg (Horgen) - Litti (Baar)                               | 1897                     | 1 984              | CFF                   | Franchit le Zimmerberg                                                                                         |
| Vauderens (de)                  | Ligne Lausanne – Berne                                             | Fribourg                | Moyen-Pays                           | Vauderens (Ursy) - Prés-vers-Siviriez                           | 1998 - 2001              | 1 975              | CFF                   | |
| Rosshäusern (de)                | Ligne Berne-Neuchâtel (de)                                         | Berne                   | Moyen-Pays bernois                   | Rosshäusern (Mühleberg) - Gümmenen                              | 2012 - 2018              | 1 910              | BLS                   | |
| Furka                           | Ligne sommitale de la Furka                                        | Uri / Valais            | Alpes : massif du Saint-Gothard      | Furka (Realp) - Muttbach-Belvédère (Obergoms)                   | 1913 - 1916              | 1 874              | DFB                   | |
| Métro alpin                     | Métro alpin                                                        | Valais                  | Alpes valaisannes                    | Felskinn - Mittelallalin (Saas-Fee)                             | 1984                     | 1 749              | Saastal Bergbahnen AG | |
| Bruggwald (de)                  | Ligne Bodensee Toggenburg                                          | Saint-Gall              | Moyen-Pays                           | Gare de Wittenbach - Saint-Gall                                 | 1907 - 1910              | 1 731              | SOB                   | |
| LEB                             | Ligne Lausanne – Bercher                                           | Vaud                    | Ville de Lausanne                    | Lausanne-Chauderon - Union-Prilly                               | 2017 - 2022              | 1 700              | LEB                   | Prolongement du tunnel (de Chauderon, 445 m) d'accès à la gare du Flon                                         |
| Ceneri II et I                  | Ligne du Gothard                                                   | Tessin                  | Alpes lépontines                     | Monteceneri                                                     |                          | 1 692/1 675        | CFF                   | |
| Mittalgraben II                 | Ligne du Lötschberg                                                | Valais                  | Alpes bernoises                      | Goppenstein - Hohtenn                                           | 1991                     | 1 600              | BLS                   | |
| Naxberg                         | Ligne du Gothard                                                   | Uri                     | Alpes uranaises                      | Eggwald (bif), Wassen - Göschenen                               | 1882?                    | 1 570              | CFF                   | |
| Freggio                         | Ligne du Gothard                                                   | Tessin                  | Alpes lépontines                     | Rodi-Fiesso - Pardorea (bif), Faido                             | 1882?                    | 1 568              | CFF                   | Tunnel hélicoïdal                                                                                              |
| Prato                           | Ligne du Gothard                                                   | Tessin                  | Alpes lépontines                     | Pardorea (bif), Faido - Faido                                   | 1882?                    | 1 560              | CFF                   | Tunnel hélicoïdal                                                                                              |
| Pianotondo                      | Ligne du Gothard                                                   | Tessin                  | Alpes lépontines                     | Lavorgo - Giornico                                              | 1882?                    | 1 508              | CFF                   | Tunnel hélicoïdal                                                                                              |
| Pfaffensprung                   | Ligne du Gothard                                                   | Uri                     | Alpes uranaises                      | Gurtnellen - Pfaffensprung (bif), Gurtnellen                    | 1882?                    | 1 476              | CFF                   | Tunnel hélicoïdal                                                                                              |
| Travi                           | Ligne du Gothard                                                   | Tessin                  | Alpes lépontines                     | Lavorgo - Giornico                                              | 1882?                    | 1 457              | CFF                   | Tunnel hélicoïdal                                                                                              |
| Champel                         | CEVA                                                               | Genève                  | Villes de Genève                     | Champel - Genève-Eaux-Vives                                     | 2013 - 2018              | 1 431              | CFF                   | |
| Mont-Sagne                      | Ligne Neuchâtel - la Chaux-de-Fonds - Le Locle                     | Neuchâtel               | Jura                                 | Les Convers - La Chaux-de-Fond                                  | 1859                     | 1 354              | CFF                   | |
| Hohtenn                         | Ligne du Lötschberg                                                | Valais                  | Alpes bernoises                      | Goppenstein - Hohtenn                                           | 1913                     | 1 346              | BLS                   | |
| Hirschengraben (de)             | Ligne 3, 5, 6, 7, 9, 11, 12, 14, 15, 16, 23 et 24 du S-Bahn Zürich | Zurich                  | Ville de Zurich                      | Zurich HB - Zurich Stadelhofen                                  | 1989                     | 1 300              | CFF                   | Il fait partie de la voie souterraine de 2148 m qui relie la station Museumstrasse et la gare de Stadelhofens. |
| Pierre-Pertuis                  | Ligne Sonceboz-Sombeval – Moutier                                  | Berne                   | Jura                                 | Sonceboz-Sombeval - Tavannes                                    | 1876                     | 1 294              | CFF                   | |
| Schanzentunnel                  | Ligne Zollikofen – Berne (de)                                      | Berne                   | Ville de Berne                       | Berne RBS - Berne Felsenau                                      | 1965                     | 1 200              | RBS                   | |
| Lopper I                        | Ligne du Brünig (de)                                               | Nidwald / Obwald        | Préalpes lucernoises (de)            | Hergiswil - Alpnachstad                                         | 1889                     | 1 186              | CFF                   | |
| Loèche / Leuk                   | Ligne du Simplon                                                   | Valais                  | Alpes bernoises / Vallée du Rhône    | Salquenen - Loèche                                              | 2005                     | 1 140              | CFF                   | |
| Zimmeregg                       | Ligne Berne - Lucerne                                              | Lucerne                 | Ville de Lucerne                     | Littau - Gütsch, Lucerne                                        | 1875                     | 1 133              | CFF                   | |
| Axenberg                        | Ligne du Gothard                                                   | Uri                     | Préalpes schwyzoises (de)            | Sisikon - (diagonale d'échange de Gruonbach) Flüelen            | 1882                     | 1 128              | CFF                   | |
| Rosshäusern Hirschengraben (de) | Ligne Berne – Neuchâtel                                            | Berne                   | Moyen-Pays                           | Rosshäusern - Gümmenen                                          | 1901                     | 1 103              | BLS                   | |
| Leggistein                      | Ligne du Gothard                                                   | Uri                     | Alpes uranaises                      | Wassen - Eggwald (bif), Wassen                                  | 1882                     | 1 090              | CFF                   | |
| Wattingen                       | Ligne du Gothard                                                   | Uri                     | Alpes glaronaises                    | Wassen - Wattingen, Wassen                                      | 1882                     | 1 084              | CFF                   | |
| Châtelaine                      |                                                                    | Genève                  | Ville de Genève                      | Jonction (point de chargement) - Furet (bif)                    | 1959                     | 1 081              | CFF                   | Trafic marchandises uniquement, demandes de son ouverture au trafic de voyageurs                               |
| Bâtie                           | CEVA                                                               | Genève                  | Villes de Genève et de Lancy         | Jonction (point de chargement) - Lancy-Pont-Rouge               | 1949                     | 1 078              | CFF                   | |

#### En construction
| Nom                    | Ligne                 | Cantons / Pays | Zone géographique    | De - À              | Construction / Ouverture | Longueur en mètres | Compagnie ferroviaire | Remarque                                                                             |
| ---------------------- | --------------------- | -------------- | -------------------- | ------------------- | ------------------------ | ------------------ | --------------------- | ------------------------------------------------------------------------------------ |
| Gléresse               | Ligne du Pied-du-Jura | Berne          | Moyen-Pays           | Chavannes à Douanne | 2021 - 2026              | 2 130              | CFF                   | Programme de développement stratégique de l’infrastructure ferroviaire (PRODES (de)) |
| Neuer Schanzentunnel   |                       | Berne          | Gare de Berne, Berne |                     | 2029                     | 1 200              | RBS                   |                                                                                      |
| Neuer Bahnhof Bern RBS |                       | Berne          | Gare de Berne, Berne |                     | 2029                     | 400                | RBS                   |                                                                                      |

#### En projet
| Constructeur             | Projet                                                                | Nom                                                                                  | Cantons          | Longueur en mètres | De - À                               | Période de construction | Remarque |
| ------------------------ | --------------------------------------------------------------------- | ------------------------------------------------------------------------------------ | ---------------- | ------------------ | ------------------------------------ | ----------------------- | --- |
| CFF                      | Programme de Développement de l’infrastructure ferroviaire (ZEB (de)) | Korridor Aarau - Zurich                                                              | Argovie / Zurich | env. 31 000 m      |                                      | ≥2020 - >2030           | |
| CFF                      |                                                                       | Gare de Genève                                                                       | Genève           | 1 500 m            |                                      | ≥2020 - 2031            | |
| CFF                      |                                                                       | Brüttener Tunnel (de)                                                                | Zurich           | 7 000 m - 10 000 m |                                      | >2025 - >2030           | |
| Ct. BS                   | Regio S-Bahn Bâle                                                     | Herzstück-Basel (de)                                                                 | Bâle-Ville       | 5 000 m            |                                      | ≥2025 - >2030           | |
| CFF                      |                                                                       | Heitersbergtunnel II                                                                 | Argovie          | 5 000 m            |                                      | >2025 - >2032           | |
| BLS                      | NLFA 2, axe du LBT                                                    | Équipement complet ou partiel du second tube complet du tunnel de base du Lötschberg | Berne / Valais   | 35 000 m           |                                      | >2025 - >2035           | Tube actuellement équipé sur 16 km. Autres projets éventuels du LBT : un portail sud supplémentaire du LBT à Steg VS ainsi que des stations de chargement de voitures à Heustrich BE et Steg, le Niesenflankentunnel entre Spiez et Frutigen, le Mundbachtunnel comme prolongement sud du LBT jusqu'à Brigue. |
| CFF                      | NLFA : phase 2, axe du GBT                                            | Seconde partie, tunnel de base du Zimmerberg II (ZBT)                                | Zurich / Zoug    | 11 000 m           | Nidelbad (Rüschlikon) - Litti (Baar) | >2025 - 2035            | [ 3 ] |
| Grimselbahn AG/Swissgrid |                                                                       | Grimsel (3 tunnels)                                                                  | Berne / Valais   | 8 300 m            |                                      | >2028 - >2035           | |
| CFF                      | Perspective Rail 2050                                                 | tunnel Morges - Perroy                                                               | Vaud             | 9 000 m            | Tolochenaz - Perroy                  | >2035 - 2043            | Option plus facile à réaliser qu’une troisième voie, crédit de 1,3 milliard de francs demandé par le Conseil fédéral accepté par le Conseil des États (décembre 2023) et le Conseil national (février 2024).                                                                                                  |

#### Autres projets éventuels
D'autres tunnels ferroviaires sont prévus dans des projets plus ou moins concrets. L'extension des lignes nord-sud (tunnels de bases) font partie du projet des Nouvelles lignes ferroviaires à travers les Alpes 2 (NLFA 2), notamment les projets éventuellement différés des NLFA 1.
| Constructeur | Projet             | Nom                           | Cantons                 | Longueur en mètres | De - À                                                                   | Début possible de construction | Remarque |
| ------------ | ------------------ | ----------------------------- | ----------------------- | ------------------ | ------------------------------------------------------------------------ | ------------------------------ | --- |
| CFF          | NLFA 2, axe du GBT | Axentunnel (de)               | Schwtyz? / Uri          | 10 000 m           | Brunnen - Flüelen                                                        | >2030                          | Connecté au tunnel de base du Saint-Gothard, l'ensemble ferait une ligne en tunnel d'environ 75 km de long.                                                |
| CFF          |                    | Wisenbergtunnel               | Soleure / Bâle-Campagne | 17 000 m           |                                                                          | >2030                          | |
| CFF          | NLFA 2, axe du GBT | Bahnumfahrung Bellinzona (de) | Tessin                  | 6 000 m            | Claro - Giubiasco                                                        | ≥2030                          | Contournement de Bellinzone |
| CFF          | NLFA 2, axe du GBT | Urmibergtunnel (de)           | Schwytz                 | 7 000 m            | Arth - Brunnen                                                           | ≥2030                          | |
| CFF          | NLFA 2, axe du GBT | GBT Variante Berg lang        | Uri                     | 12 000 m           | Flüelen - Erstfeld                                                       | ≥2030                          | Variante montagne longue. Connecté au tunnel de base du Saint-Gothard et de l'Axentunnel, l'ensemble ferait une ligne en tunnel d'environ 75 km de long.   |
| CFF          | NLFA 2, axe du GBT | Rivieratunnel (de)            | Tessin                  | 7 000 m            | Osogna - Claro                                                           | ≥2030                          | |
| CFF          |                    | Tunnel de Meilibach           | Canton de Zurich        | 4 000 m            | ZBT II, région du Murimoos dans le Horgenberg - Meilibach am See, Horgen |                                | Option d'une future branche souterraine liée au tunnel de base du Zimmerberg II afin de soulager le nœud ferroviaire de trafic de marchandises de Thalwil. |

#### Projets abandonnés
| Constructeur | Projet          | Nom                         | Cantons       | Longueur en mètres | De - À                             | Dates             | Remarque |
| ------------ | --------------- | --------------------------- | ------------- | ------------------ | ---------------------------------- | ----------------- | --- |
| CFF          | NLFA 1, phase 2 | Hirzel-Eisenbahntunnel (de) | Zurich / Zoug | 11 000 m           | Seestrasse à Horgen - Litti (Baar) | Abandonné en 2009 | Raccordement de la rive gauche du lac de Zurich avec la ligne Arth-Goldau. Abandonné en 2009 par le parlement fédéral. |

#### Tunnels abandonnés
| Nom                 | Image | Ligne                            | Cantons / Pays | Zone géographique       | De - À                                                          | Longueur en mètres | Construction / Ouverture | Période d'utilisation | Compagnie ferroviaire | Remarque |
| ------------------- | ----- | -------------------------------- | -------------- | ----------------------- | --------------------------------------------------------------- | ------------------ | ------------------------ | --------------------- | --------------------- | --- |
| Fenêtre de Bedretto |       | -                                | Tessin/Uri     | Massif du Saint-Gothard | Ronco Bedretto (Val Bedretto (it)) - tunnel de base de la Furka | 2 093 m            | 1973 / 1980?             | 1980? - 1982          | -                     | Utilisé lors de la construction du tunnel de base de la Furka, les projets de ligne n'ont jamais aboutis. Tunnel en Y.                     |
| Letten (de)         |       | Ligne du Letten (de)             | Zurich         | Ville de Zürich         | Letten (de) - Stadelhofen                                       | 2 093 m            | 1894                     | 1894 - 1989           | NOB, CFF              | Comblé entre octobre 2002 et le printemps 2004                                                                                             |
| Rosshäusern         |       | Ligne Berne – Neuchâtel          | Berne          | Moyen-Pays              | Rosshäusern - Gümmenen                                          | 1 103 m            | 1901                     | 1901 - 2018           | BLS                   | Remplacé par le tunnel de Rosshäusern (de), le tunnel et l'itinéraire ont été renaturé pour le passage d'un cours d'eau.                   |
| Weisswand-Ofeneck   |       | Ligne Ziegelbrücke–Sargans (de)  | Saint-Gall     | Alpes glaronaises       | Filzbach                                                        | 781 m              | 1859                     | 1859 - 1960           | VSB, CFF              | 330 m détruit lors de la construction du tunnel routier en 1964. 345 m de tunnel piéton                                                    |
| Grind I             |       | Ligne Brigue-Disentis            | Uri            | Alpes glaronaises       | Andermatt                                                       | 315 m              | 1859                     | 1859 - 1992           | FO                    | Remplacé par le tunnel de Grind II (344 m) en 1992                                                                                         |
| Wasiwand            |       | Ligne Brunnen-Morschach (de)     | Schwytz        | Alpes                   | Brunnen BrMB - Kehr                                             | ~ 292 m            | 1905?                    | 1905 - 1969           | BrMB (de)             | Fin de l'exploitation de la ligne |
| Wasiwand            |       | Ligne du Gothard                 | Schwytz        | Alpes glaronaises       | Brunnen                                                         | ~ 262 m            | 1882                     | 1882 -                | CFF                   | |
| Ulmberg (de)        |       | Seebahn (de)                     | Zurich         | Ville de Zurich         | Zürich Wollishofen (de) - Zürich Enge (de) (ancienne gare)      | ~ 254 m            | 1875?                    | 1875 - 1927           | NOB, CFF              | Remplacer par un nouveau tunnel (848 m), transformé en tunnel routier en 1927, le tunnel actuel est de 1967 (H3)                           |
| Rumeling            |       | Ligne Loèche–Loèche-les-Bains    | Valais         | Alpes bernoises         | Rumeling - Inden                                                | ~ 230 m            | 1915                     | 1915 - 1967           | LLB                   | |
| Bommerstein I       |       | Ligne Ziegelbrücke–Sargans (de)  | Saint-Gall     | Alpes glaronaises       | Bommerstein                                                     | 188 m              | 1859                     | 1859 - 1941           | NOB, CFF              | Remplacé par le tunnel de Bommerstein II (453 m) en 1941, réquisitionné par l'Armée suisse pour en faire un dépôt de munitions (abandonné) |
| Sass Pietsch        |       | Ligne Locarno-Bignasco (de)      | Tessin         | Alpes                   | Avegno - Gordevio                                               | 180 m              | 1907?                    | 1907? - 1965          | LPB (de)              | Fin de l'exploitation de la ligne |
| Russengraben        |       | Ligne Loèche–Loèche-les-Bains    | Valais         | Alpes bernoises         | Russengraben - Loèche-les-Bains                                 | ~ 175 m            | 1915                     | 1915 - 1967           | LLB                   | Transformer en tunnel de route secondaire                                                                                                  |
| Gütsch              |       | Ligne du Gothard                 | Schwytz        | Alpes glaronaises       | Brunnen                                                         | ~ 160 m            | 1882                     | 1882 -                | CFF                   | |
| Saas                |       | Ligne de Landquart à Davos-Platz | Grisons        | Alpes                   | Saas im Prättigau                                               | ~ 87 m             | 1889                     | 1889 - 2006           | RhB                   | Remplacer par un nouveau tunnel en parallèle, utiliser pour un chemin agricole                                                             |
| Mühlefluh (de)      |       | Ligne Arth - Arth-Goldau         | Schwytz        | Alpes glaronaises       | Oberarth                                                        | ~ 48 m             | 1875                     | 1875 - 1959           | ARB                   | Transformer en tunnel routier, puis piétonnier (Tramweg)                                                                                   |
| Ponte Brolla        |       | Ligne Locarno-Bignasco (de)      | Tessin         | Alpes                   | Ponte Brolla                                                    | 58 m               | 1907?                    | 1907? - 1965          | LPB (de)              | Fin de l'exploitation de la ligne, tunnel utilisé par le dépôt de la Ligne de chemin de fer Domodossola-Locarno                            |
| St. Niklausen       |       | Wartensteinbahn (de)             | Saint-Gall     | Alpes                   | Bad Ragaz - Wartenstein                                         | 51 m               | 1892?                    | 1892 - 1964           | Wartensteinbahn (de)  | Fin de l'exploitation de la ligne |
| Sasso Visletto      |       | Ligne Locarno-Bignasco (de)      | Tessin         | Alpes                   | Riveo - Cevio                                                   | 50 m               | 1907?                    | 1907 - 1965           | LPB (de)              | Fin de l'exploitation de la ligne |
| Wartenstein         |       | Wartensteinbahn (de)             | Saint-Gall     | Alpes                   | Bad Ragaz - Wartenstein                                         | 21 m               | 1892?                    | 1892 - 1964           | Wartensteinbahn (de)  | Fin de l'exploitation de la ligne |

#### Tunnel détruit
| Nom         | Ligne                | Cantons / Pays | Zone géographique | De - À                                  | Construction / Ouverture | Démolition                    | Longueur en mètres | Compagnie ferroviaire                        | Remarque                                                                                                  |
| ----------- | -------------------- | -------------- | ----------------- | --------------------------------------- | ------------------------ | ----------------------------- | ------------------ | -------------------------------------------- | --- |
| Letten (de) | Ligne du Letten (de) | Zurich         | Ville de Zurich   | Zurich Letten (de) - Zurich Stadelhofen | 1894                     | Octobre 2002 - printemps 2004 | 2093               | Schweizerische Nordostbahn (NOB) - CFF(1902) | Démantelé avec la ligne du Letten le 27 mai 1989, remplacé par le tunnel de Hirschengraben (de) et comblé |
|             |                      | Grisons        | Alpes             | Bugnei (Sedrun)                         | 1997                     | 2016                          | 155                | MGB                                          | Ligne de fret temporaire vers le chantier de Sedrun du tunnel de base du Saint-Gothard.                   |

### Tunnels routiers

#### En service
| Rang | Nom                                  | Route                                          | Canton Pays             | De - À                                                              | Nombre de tubes | Longueur        | Ouverture              | Remarques |
| ---- | ------------------------------------ | ---------------------------------------------- | ----------------------- | ------------------------------------------------------------------- | --------------- | --------------- | ---------------------- | --- |
| 1    | Gothard                              | A2/E35                                         | Uri / Tessin            | Göschenen - Airolo                                                  | 1               | 16 918 m        | 1980                   | Construction d'un second tube 2020 - 2029                                                                                        |
| 2    | Seelisberg                           | A2/E35                                         | Nidwald / Uri           | Beckenried - Flüelen                                                | 2               | 9 280 m         | 1980                   | |
| 3    | San Bernardino                       | A13/E43                                        | Grisons                 | Hinterrhein - San Bernardino                                        | 1               | 6 600 m         | 1967                   | |
| 4    | Grand-Saint-Bernard                  | H21/E27                                        | Valais / Italie         | Bourg-Saint-Bernard                                                 | 1               | 5 870 m         | 1964                   | galerie de sécurité ouverte en 2022                                                                                              |
| 5    | Kerenzerberg                         | A3                                             | Glaris                  | Weesen - Tiefenwinkel                                               | 2               | 5 760 m         | 1987                   | |
| 6    | Mappo-Morettina                      | A13 c                                          | Tessin                  | Contournement de Locarno                                            | 1               | 5 518 m         | 1996                   | |
| 7    | Sachseln                             | A8                                             | Obwald                  | Contournement de Sachseln                                           | 1               | 5 213 m         | 1997                   | |
| 8    | Islisberg                            | A4/E41                                         | Zurich                  | Wettswil am Albis - Affoltern am Albis                              | 2               | 4 680 m         | 2009                   | |
| 9    | Uetliberg                            | A3                                             | Zurich                  | Wettswil am Albis - Zurich                                          | 2               | 4 420 m         | 2009                   | |
| 10   | Eyholz                               | A9/E62                                         | Valais                  | Contournement de Viège                                              | 2               | 4 265 m         | 2018                   | |
| 11   | Gotschna                             | A28 (de)/H28                                   | Grisons                 | Contournement de Klosters                                           | 1               | 4 207 m         | 2005                   | |
| 12   | Neuchâtel                            | A5                                             | Neuchâtel               | Traversée de Neuchâtel                                              | 2               | 4 150 m         | 1993                   | |
| 13   | Mont Terri                           | A16/E27                                        | Jura                    | Saint-Ursanne - Courgenay                                           | 1               | 4 078 m         | 1998                   | |
| 14   | Bözberg                              | A3/E60                                         | Argovie                 | Effingen - Schinznach                                               | 2               | 3 700 m         | 1996                   | |
| 15   | Lungern                              | A8                                             | Obwald                  | Contournement de Lungern                                            | 1               | 3 570 m         | 2012                   | |
| 16   | Mont Russelin                        | A16/E27                                        | Jura                    | Glovelier - Saint-Ursanne                                           | 1               | 3 550 m         | 1998                   | |
| 17   | Munt La Schera                       | Liaison vers Livigno (I)                       | Grisons                 | H28 Punt la Drosa - Punt dal Gall (en) (Zernez)                     | 1               | 3 585 m         | 1965/1968              | |
| 18   | Giessbach                            | A8                                             | Berne                   | Iseltwald - Brienz                                                  | 1               | 3 340 m         | 1988                   | |
| 19   | Gubristtunnel                        | A1/A4/E60                                      | Zurich                  | Weiningen - Regensdorf (contournement de Zurich)                    | 3               | 3 273 m         | 1985                   | 3e tube (Gubristtunnel III, 3000 m) achevé en 2023                                                                               |
| 20   | Vispertal                            |                                                | Valais                  | H9 Viège-Ouest - Stundhaus H212                                     | 1               | 3 260 m         | 1997                   | |
| 21   | Vue-des-Alpes                        | A20                                            | Neuchâtel               | Les Hauts-Geneveys - Les Convers                                    | 1               | 3 250 m         | 1994                   | |
| 22   | Choindez                             | A16/E27                                        | Jura                    | Courrendlin - Moutier                                               | 1               | 3 288 m         | 2016                   | |
| 23   | Raimeux                              | A16/E27                                        | Jura                    | Moutier - Roche                                                     | 1               | 3 220 m         | 2007                   | |
| 24   | Belchen                              | A2/E25/E35                                     | Bâle-Campagne / Soleure | Eptingen - Hägendorf                                                | 2               | 3 180 m         | 1970                   | Belchentunnel III 3 200 m achevé en 2022                                                                                         |
| 25   | Bure                                 | A16/E27                                        | Jura                    | Courtedoux - Bure                                                   | 1               | 3 059 m         | 2011                   | |
| 26   | Pomy                                 | A1/E25                                         | Vaud                    | Yverdon-les-Bains - Cuarny                                          | 2               | 2 999 m         | 2001                   | |
| 27   | Arrissoules                          | A1/E25                                         | Vaud / Fribourg         | Yvonand - Estavayer                                                 | 2               | 2 987 m         | 2001                   | |
| 28   | Flimserstein/Crap da Flem            | H19                                            | Grisons                 | Contournement de Flims                                              | 1               | 2 923 m         | 2007                   | |
| 29   | Eggflue (de)                         | A18 (de)/H18                                   | Bâle-Campagne           | Pfeffingen - Nenzlingen                                             | 1               | 2 790 m         | 1999                   | |
| 30   | Landwasser (de)                      | H417                                           | Grisons                 | Davos Wiesen - Davos Monstein                                       | 1               | 2 740 m         | 1974                   | |
| -    | Gorgier                              | A5                                             | Neuchâtel               | Gorgier - Saint-Aubin                                               | 2               | 2 720 m         | 2002                   | |
| -    | Viège                                | A9/E62                                         | Valais                  | Contournement de Viège (Visp-West - Visp-Süd)                       | 2               | 2 688 m         | 2022                   | Tube sud : transformation du tunnel du Vispertal, ouverture en 2025.                                                             |
| -    | Vedeggio-Cassarate (it)              |                                                | Tessin                  | Contournement de Lugano                                             | 1               | 2 630 m         | 2012                   | |
| -    | Flüelen                              | H2                                             | Uri                     | Contournement de Flüelen                                            | 1               | 2 600 m         |                        | |
| -    | Saas (de)                            | A28 (de)/H28                                   | Grisons                 | Contournement de Saas im Prättigau                                  | 1               | 2 577 m         | 2011                   | |
| -    | Ligerz                               | A5/H5                                          | Berne                   | Contournement de Ligerz                                             | 1               | 2 510 m         | 1991                   | |
| -    | Längholz                             | A5                                             | Berne                   | Contournement Est de Bienne (Brügg)                                 | 2               | 2 480 m         | 2017                   | |
| -    | Graitery                             | A16/E27                                        | Berne                   | Court - Moutier                                                     | 1               | 2 472 m         | 2013                   | |
| -    | Sierre                               | A9/E62                                         | Valais                  | Sierre                                                              | 2               | 2 460 m         | 1999                   | |
| -    | Isla Bella                           | A13/E43                                        | Grisons                 | Bonaduz - Rothenbrunnen                                             | 1               | 2 449 m         | 1983                   | |
| -    | San Fedele                           | A13/E43                                        | Grisons                 | Contournement de Roveredo                                           | 1               | 2 391 m         | 2016                   | Remplace le tronçon traversant la localité, 1er tronçon autoroutier déclassé de Suisse.                                          |
| -    | Hohtenn-Mittal                       | H509                                           | Valais                  | Steg-Hohtenn - Mittal                                               | 1               | 2 390 m         | 1985                   | |
| -    | Stägjischugge                        | H212                                           | Canton du Valais        | Stalden - Grächen                                                   | 1               | 2 306 m         | 2008                   | |
| -    | Les Vignes                           | A1                                             | Canton de Fribourg      | Courgevaux - Morat                                                  | 2               | 2 300 m         | 1996                   | |
| -    | Chienberg                            | A22 (de)                                       | Bâle-Campagne           | Contournement de Sissach                                            | 1               | 2 284 m         | 2006                   | |
| -    | Küblis                               | A28 (de)/H28                                   | Grisons                 | Contournement de Küblis                                             | 1               | 2 255 m         | 2016                   | |
| -    | Cozz                                 | A13                                            | Grisons                 | Salvanai - Pian San Giacomo                                         | 1               | 2 240 m         | 1967                   | galerie Cianca Presella (434 m) + tunnel Land (231 m) + galerie Seda (608 m) + tunnel Brusei (541 m) + galerie Cozz (426 m)      |
| -    | Leissigen                            | A8                                             | Berne                   | Contournement de Leissigen                                          | 2               | 2 200 m         | 1994                   | |
| -    | Sauge-Vaumarcus                      | A5                                             | Neuchâtel               | Vaumarcus - Saint-Aubin                                             | 2               | 2 195 m         | 2002                   | |
| -    | Schönthal                            | A22 (de)                                       | Bâle-Campagne           | Füllinsdorf - Liestal                                               | 2               | 2 180 m         | 2013                   | |
| -    | Aescher (de)                         | A3/A4/E41                                      | Zurich                  | Birmensdorf - (Zurich-West)                                         | 2               | 2 175 m         | 2008                   | |
| -    | Crapteig                             | A13/E43                                        | Grisons                 | Thusis - Rongellen                                                  | 1               | 2 171 m         | 1996                   | |
| -    | Pierre-Pertuis                       | A16/E27                                        | Berne                   | Sonceboz - Tavannes                                                 | 2               | 2 129 m         | 1997                   | |
| -    | Giswil (de)                          | A8                                             | Obwald                  | Contournement de Giswil                                             | 1               | 2 066 m         | 2004                   | |
| -    | Trin                                 | H19                                            | Grisons                 | Contournement de Trin                                               | 1               | 2 000 m         | 1994                   | |
| -    | Sauge                                | A5                                             | Neuchâtel               | Vaumarcus - Saint-Aubin                                             | 2               | 1 935 m         | 2002                   | |
| -    | Milchbuck (de)                       | A1L                                            | Zurich                  | Zurich (Letten - Unterstrass)                                       | 1               | 1 910 m         | 1985                   | |
| -    | Bruyères/Châbles                     | A1/E25                                         | Fribourg                | Cheyres-Châbles                                                     | 2               | 1 840 m         | 1999/2000              | Tunnel des Bruyères : 900 m + 100 m en t.c. Tranchée couverte de Châbles : 840 m                                                 |
| -    | Vernier                              | A1/E25/E65                                     | Genève                  | Pont d'Aigues-Vertes - Vernier (canton de Genève)                   | 2               | 1 822 m         | 1992                   | Tube I : 1 695 m (1993) |
| -    | Mont-Chemin                          | A21                                            | Valais                  | Martigny (Martigny-Expo - Martigny-Croix)                           | 1               | 1 822 m         | 1993                   | |
| -    | Witi                                 | A5                                             | Soleure                 | Granges                                                             | 2               | 1 760 m         | 2002                   | |
| -    | Melide-Grancia                       | A1/E35                                         | Tessin                  | Grancia - Melide                                                    | 2               | 1 752 m         | 1967                   | |
| -    | Girsberg                             | A7                                             | Thurgovie               | Kreuzlingen-Süd - Kreuzlingen-Nord                                  | 2               | 1 750 m         | 2002                   | |
| -    | San Salvatore                        | A2/E35                                         | Tessin                  | Grancia - Lugano - Melide                                           | 2               | 1 728 m         | 1968                   | |
| -    | Birchi                               | A5                                             | Soleure                 | Biberist - Zuchwil                                                  | 2               | 1 720 m         | 2002                   | Tranchée couverte sur environ la moité du tunnel Tube sud : 1 425 m                                                              |
| -    | Aclatobel                            | RC746 (Safierstrasse)                          | Grisons                 | Safiental : Arezen - Acla                                           | 1               | 1 712 m         | 2017                   | |
| -    | Kirchenwald (de)                     | A2/E35                                         | Nidwald                 | Hergiswil                                                           | 2               | 1 627 m         | 2008                   | Tube nord : 1 529 m |
| -    | Mont-Sagne                           | A20                                            | Neuchâtel               | Les Convers - La Chaux-de-Fonds                                     | 1               | 1 620 m         | 1994                   | |
| -    | Piumogna                             | A2/E35                                         | Tessin                  | Faido                                                               | 2               | 1 607 m         | 1983                   | |
| -    | Sonnenberg                           | A2/E35                                         | Lucerne                 | Lucerne - Kriens                                                    | 2               | 1 600 m         | 1976                   | |
| -    | Lopper (de)                          | A8                                             | Obwald / Nidwald        | Alpnach / Hergiswil                                                 | 2/1             | 1 590 m         | 1984                   | |
| -    | Habsburgtunnel                       | A3/E60                                         | Argovie                 | Habsburg/Lupfig                                                     | 2               | 1 550 m         | 1996                   | |
| -    | Spier                                | A2/E35                                         | Lucerne                 | Horw                                                                | 2               | 1 490 m         | 2000                   | |
| -    | Pieterlen (Büttenberg)               | A5                                             | Berne                   | Contournement Est de Bienne (Bienne - Orpund)                       | 2               | 1 460 m         | 2017                   | |
| -    | Tannerberg-Fäsenstaub                | A4/E41/E54                                     | Schaffhouse             | Schaffhouse                                                         | 1               | 1 459 m         | 1996                   | |
| -    | Rosenberg (de)                       | A1/E60                                         | Saint-Gall              | Saint-Gall                                                          | 2               | 1 435 m         | 1987                   | |
| -    | Monte Ceneri                         | A2/E35                                         | Tessin                  | Monteceneri                                                         | 2               | 1 412 m         | 1984                   | |
| -    | Baregg (de)                          | A1/A3/E60                                      | Argovie                 | Baden                                                               | 2+1             | 1 390 m/1 148 m | 1970/2004              | |
| -    | Hafnerberg                           | A3/A4/E41                                      | Zurich                  | Uitikon - Birmensdorf                                               | 2               | 1 389 m         | 2006                   | Contournement Ouest de Zurich |
| -    | Arisdorf (de)                        | A2                                             | Bâle-Campagne           | Hersberg - Itingen                                                  | 2               | 1 380 m         | 1970                   | |
| -    | Combette                             | A1/E25                                         | Fribourg                | Morat                                                               | 2               | 1 373 m         | 2001                   | |
| -    | Glion                                | A9/E27/E62                                     | Vaud                    | Montreux                                                            | 2               | 1 350 m         | 2008                   | |
| -    | Tourtemagne/Turtmann                 | A9/E62                                         | Valais                  | Tourtemagne                                                         | 2               | 1 350 m         | 2016                   | Tranchée couverte |
| -    | Concise                              | A5                                             | Vaud                    | Concise                                                             | 2               | 1 340 m         | 2004                   | |
| -    | Quarten                              | A3                                             | Saint-Gall              | Quarten                                                             | 2               | 1 339 m         | 1987                   | |
| -    | Murgwald                             | A3                                             | Saint-Gall              | Murg (Quarten)                                                      | 2               | 1 330 m         | 1985                   | |
| -    | Balmenrain                           | A15 (de)                                       | Saint-Gall              | Eschenbach                                                          | 1               | 1 318 m         | 2004                   | |
| -    | Sankt Johann                         | A3/E25/E60                                     | Bâle-Ville              | Bâle                                                                | 2               | 1 315 m         | 1999                   | Contournement nord de Bâle (de) Nordtangente Basel                                                                               |
| -    | Mergoscia                            | Route cantonale ?                              | Tessin                  | Mergoscia - Contra                                                  | 1               | 1 310 m         | 1997                   | |
| -    | Muttnertobel                         | Route cantonale 731.10                         | Grisons                 | Solis - Mutten                                                      | 1               | 1 306 m         | 2003                   | |
| -    | Zurzach                              | H7                                             | Argovie                 | Contournement de Bad Zurzach                                        | 1               | 1 290 m         | 1988                   | Tranchée couverte |
| -    | Sous-la-Trême                        | H189 Contournement de Bulle                    | Fribourg                | Bulle, La Pâla - Le Pâquier                                         | 1               | 1 280 m         | 2009                   | |
| -    | Cholfirsttunnel (de)                 | A4/E41                                         | Zurich                  | Flurlingen                                                          | 1               | 1 260 m         | 1996                   | |
| -    | Chüebalm                             | A8                                             | Berne                   | Iseltwald - Glooten                                                 | 1               | 1 240 m         | 1988                   | ou 1 339 m? |
| -    | Casanwald (en)/Cassanawald           | A13/E43                                        | Grisons                 | Nufenen - Hinterrhein                                               | 1               | 1 230 m         | 1986                   | En partie galerie couverte |
| -    | Lüsslingen                           | A5                                             | Soleure                 | Lüsslingen                                                          | 2               | 1 230 m         | 2002                   | |
| -    | Moutier                              | A16/E27                                        | Berne                   | Moutier                                                             | 2               | 1 208 m         | 2016                   | |
| -    | Mosi (de)                            | A4                                             | Schwytz                 | Brunnen                                                             | 1               | 1 142 m         | 1965                   | |
| -    | Solis                                | H417a (Schinstrasse)                           | Grisons                 | Vaz/Obervaz                                                         | 1               | 1 142 m         | 1971                   | |
| -    | Galgenbuck (de)                      | H13/E54 H14                                    | Schaffhouse             | Neuhausen am Rheinfall                                              | 1               | 1 138 m         | 2019                   | |
| -    | Sous le Mont                         | A16/E27                                        | Berne                   | Tavannes, 16 Loveresse - 17 Tavannes                                | 2               | 1 137 m         | 2012                   | |
| -    | S. Materno (contournement de Ascona) | A13                                            | Tessin                  | Ascona                                                              | 1               | 1 135 m         | 1997                   | |
| -    | Weisswand                            | A3                                             | Glaris                  | Filzbach                                                            | 1               | 1 100 m         | 1964                   | |
| -    | Schoren                              | A1                                             | Saint-Gall              | Saint-Gall-Kreuzbleiche - A1                                        | 2               | 1 100 m         | 1987                   | |
| -    | Banné                                | A16/E27                                        | Jura                    | Porrentruy                                                          | 2               | 1 100 m         | 2005                   | |
| -    | Horburg                              | A3/E25/E60                                     | Bâle-Ville              | Bâle                                                                | 2               | 1 090 m         | 1999                   | |
| -    | Gamsen                               | A9/E62                                         | Valais                  | Gamsen (Brig-Glis)                                                  | 2               | 1 074 m         | 2016                   | |
| -    | Schweizerhalle                       | A2/E35/ A3/E25/E60                             | Bâle-Campagne           | Schweizerhalle, 6 Hagnau - 7 Pratteln                               | 2               | 1 070 m         | 1974                   | Tube nord : 875 m |
| -    | Wattwil                              | H16                                            | Saint-Gall              | Wattwil                                                             | 1               | 1 050 m         | 1993                   | |
| -    | Taubenloch Nr. 8                     | A16/E27                                        | Berne                   | Péry-La Heutte                                                      | 1               | 1 040 m         | 1980                   | |
| -    | Gorges du Seyon I                    | A20/H20 (voie descendante)                     | Neuchâtel               | Neuchâtel                                                           | 1               | 1 020 m         | 2000                   | |
| -    | Rofla                                | A13/E43                                        | Grisons                 | Rofla (Andeer)                                                      | 1               | 1 017 m         | 1970                   | |
| -    | Platta                               | H206a (Déviation Sion-Est - La Muray)          | Valais                  | Sion                                                                | 1               | 1 017 m         | 1999                   | |
| -    | Bruyères                             | A1/E25                                         | Fribourg                | Cheyres-Châbles                                                     | 2               | 1 013 m         | 2000                   | |
| -    | La Clusette                          | H10                                            | Neuchâtel               | Noiraigue - Brot-Dessous (Rochefort)                                | 1               | 1 000 m         | 1975                   | |
| -    | Perche                               | A16/E27                                        | Jura                    | Porrentruy                                                          | 2               | 1 000 m         | 2005                   | |
| -    | Bärenburg                            | A13c/E43                                       | Grisons                 | Bärenburg - Rofla (Andeer)                                          | 1               | 998 m           | 1971                   | |
| -    | Schlund                              | A2/E35                                         | Lucerne                 | 27 Kriens - 28 Horw                                                 | 2               | 975 m           | 2002                   | |
| -    | Allmend                              | A6/E35                                         | Berne                   | Thoune, 16 Thun-Nord - 17 Thun-Süd                                  | 2               | 960 m           | 1971                   | |
| -    | Gorges du Seyon II                   | A20/H20 (voie descendante)                     | Neuchâtel               | Neuchâtel                                                           | 1               | 960 m           | 2000                   | |
| -    | Uznaberg                             | A15 (de)                                       | Saint-Gall              | Eschenbach - Schmerikon                                             | 2               | 930 m           | 2004                   | |
| -    | Alvaschein                           | H417 (Schinstrasse)                            | Grisons                 | Alvaschein (Albula/Alvra)                                           | 1               | 927 m           | 1975                   | |
| -    | Lettentunnel Sins                    | H25                                            | Argovie                 | Contournement de Sins                                               | 1               | 912 m           | 2022                   | Tranchée couverte |
| -    | Eich                                 | A2/E35                                         | Lucerne                 | Eich, 20 Sursee - 21 Sempach                                        | 2               | 910 m           | 1974                   | |
| -    | Bois de Montaigre                    | A16/E27                                        | Jura                    | Courtedoux/Fontenais, 3 Chevenez - 4 Porrentruy-Ouest               | 2               | 907 m           | 2014                   | |
| -    | Beuchille                            | A16/E27                                        | Jura                    | 10 Delémont-Ouest - 11 Delémont-Est                                 | 2               | 890 m           | 2003                   | Tranchée couverte |
| -    | Monte Piottino                       | A2/E35                                         | Tessin                  | Rodi-Fiesso - Viaduc de la Piota Negra (Faido)                      | 2               | 862 m           | 1983                   | |
| -    | Chlus                                | A28 (de)/H28                                   | Tessin                  | Landquart - Seewis im Prättigau                                     | 2               | 852 m           | 1989                   | |
| -    | Meyrin-Village                       | H101 (Route de Meyrin)                         | Genève                  | Meyrin                                                              | 1               | 850 m           | 2011                   | Tranchée couverte |
| -    | Nations                              | H21                                            | Genève                  | Le Grand-Saconnex (H106/A1) - Genève (av. d’Appia)                  | 1               | 847 m           | 2024                   | portail sud à Pregny-Chambésy |
| -    | Collombey                            | H201 (Route de Morgins)                        | Valais                  | Collombey - Monthey                                                 | 1               | 840 m           | 2003                   | |
| -    | Serrières                            | A5                                             | Neuchâtel               | 10 Neuchâtel-Ouest (Auvernier) - 11 Neuchâtel-Serrières             | 2               | 829 m           | 2014                   | |
| -    | Harderband                           | Bauenstrasse                                   | Uri                     | Bauen - Isleten (Seedorf)                                           | 1               | 813 m           | ?                      | |
| -    | Les Hauts-Geneveys                   | A20                                            | Neuchâtel               | Les Hauts-Geneveys                                                  | 1               | 810 m           | 1994                   | |
| -    | Costoni di Fieud                     | H2 (route du Saint-Gothard)                    | Tessin                  | Airolo                                                              | 1               | 796 m           | 1966                   | |
| -    | Rugen                                | A8                                             | Berne                   | 24 Interlaken-West - Matten bei Interlaken (tunnel) - 25 Wilderswil | 2               | 780 m           | 1979                   | |
| -    | Develier                             | A16/E27                                        | Jura                    | Develier, 9 Bassecourt - 10 Delémont-Ouest                          | 2               | 770 m           | 1998                   | Tranchée couverte |
| -    | Raischiben                           | A3                                             | Saint-Gall              | Quarten - Walenstadt                                                | 2               | 759 m           | 1987                   | |
| -    | Schöneich (de)                       | A1l                                            | Zurich                  | 2 Zurich -Unterstrass (de) - 3 Zürich-Schwamendingen (de)           | 1               | 750 m           | 1980                   | |
| -    | Regrouillon                          | H9 (route de Sion                              | Valais                  | Sierre                                                              | 1               | 744 m           | 1994                   | |
| -    | Gamsen                               | A9/E62                                         | Valais                  | Gamsen (Brig-Glis)                                                  | 2               | 736 m           | 2002                   | |
| -    | Le Flonzaley                         | A9/E62                                         | Vaud                    | Puidoux                                                             | 2               | 729 m           | 1974                   | |
| -    | Viamala                              | A13c/E43                                       | Grisons                 | Zillis - Viamala (Muntogna da Schons)                               | 1               | 719 m           | 1967                   | |
| -    | Champsec                             | A9/E62                                         | Valais                  | 26 Sion-Ouest - 27 Sion-Est                                         | 2               | 710 m           | 1991                   | Tranchée couverte |
| -    | Crap Ses                             | H3a (route du Julier)                          | Grisons                 | Surses                                                              | 1               | 706 m           | 1992                   | |
| -    | Sengg                                | A8                                             | Berne                   | 28 Iseltwald                                                        | 1               | 701 m           | 1988                   | |
| -    | Birchitunnel                         | A5                                             | Soleure                 | 32 Solothurn-Süd - 33 Solothurn-Ost                                 | 2               | 700 m           | 2001                   | |
| -    | Simmenfluh                           | A6 (liaison à la route du Simmental H11)       | Berne                   | 2 Wimmis - H11                                                      | 1               | 700 m           | 2003                   | |
| -    | Chanélaz                             | A5                                             | Neuchâtel               | Cortaillod, 7 Boudry-Ouest - Viaduc de Chanélaz                     | 2               | 694 m           | 2005                   | Tranchée couverte |
| -    | Court                                | A16/E27                                        | Berne                   | 15 Court                                                            | 1               | 690 m           | 2017                   | |
| -    | Planchy                              | H189 Contournement de Bulle                    | Fribourg                | Bulle, Planchy - La Pâla                                            | 1               | 685 m           | 2009                   | Tranchées couvertes de 248 m (nord) et 349 m (sud) aux extremités                                                                |
| -    | San Nicolao                          | A2/E35                                         | Tessin                  | 51 Bissone - Maroggia                                               | 2               | 682 m           | 1967                   | |
| -    | Rathausen                            | A14                                            | Lucerne                 | Rathausen (Ebikon)                                                  | 2               | 680 m           | 1986                   | |
| -    | Promontogno                          | H3b (route de la Maloya)                       | Grisons                 | Promontogno (Bondo)                                                 | 1               | 671 m           | 1993                   | |
| -    | Côte de Chaux                        | A16/E27                                        | Berne                   | 18 Sonceboz                                                         | 2               | 660 m           | 1997                   | |
| -    | Rongellen II                         | H13 (Italienische Strasse)                     | Grisons                 | Thusis - Rongellen                                                  | 1               | 651 m           | 1958                   | |
| -    | La Rochette                          | A16/E27 (Contournement de Tavannes)            | Berne                   | 17 Tavannes - H248                                                  | 1               | 632 m           | 1999                   | |
| -    | Val Alpetta (neu)                    | Route Vinadi (Valsot) - Spissermühle (Samnaun) | Grisons                 | Hinterrhein - San Bernardino                                        | 1               | 632 m           | 2024                   | |
| -    | Reussport                            | A2/E35                                         | Lucerne                 | 25 Emmen-Süd - Luzern-Zentrum                                       | 2               | 780 m           | 1974                   | 630 m sans la galerie couverte au portail nord                                                                                   |
| -    | Arare                                | A1a                                            | Genève                  | Arare, 1 Échangeur Perly - 2 Carouge-Centre                         | 2               | 630 m           | 1997                   | Tranchée couverte |
| -    | Gentilino                            | A2/E35                                         | Tessin                  | Gentilino (tunnel) - 50 Lugano-Sud                                  | 2               | 623 m           | 1968                   | |
| -    | Onnens                               | A5                                             | Vaud                    | Onnens                                                              | 2               | 623 m           | 2001                   | Tranchée couverte |
| -    | Reinach                              | A18 (de)                                       | Bâle-Campagne           | Reinach-Nord - Reinach-Süd                                          | 2               | 602 m           | 1999                   | Tube Est : 466 m |
| -    | Schwarzwald                          | A2/E35/ A3/E25/E60                             | Bâle-Ville              | Bâle, Échangeur 1 Wiese - 3 Basel-Wettstein (de)                    | 2               | 600 m           | 1974                   | |
| -    | Saconnex-d'Arve                      | A1a                                            | Genève                  | Saconnex-d'Arve, 1 Échangeur Perly - 2 Carouge-Centre               | 2               | 600 m           | 1997                   | Tranchée couverte |
| -    | Altendorf                            | A3                                             | Schwytz                 | Altendorf, 40 Pfäffikon - 41 Lachen                                 | 2               | 590 m           | 2004                   | Tranchée couverte, autoroute existante recouverte                                                                                |
| -    | Taubenloch Nr. 4                     | H6/E27                                         | Berne                   | 23 Biel/Bienne - Frinvillier                                        | 1               | 588 m           | 1970                   | |
| -    | Bubenholz (en)                       | A51                                            | Zurich                  | 8 Glattbrugg - 9 Opfikon                                            | 2               | 585 m           | 2005                   | Tranchée couverte, autoroute existante recouverte                                                                                |
| -    | Pardorea                             | A2/E35                                         | Tessin                  | Viaduc de la Piota Negra - Viaduc de Monte (Faido)                  | 2               | 582 m           | 1983                   | |
| -    | Hauterive                            | A5                                             | Neuchâtel               | Cortaillod, 7 Hauterive                                             | 2               | 580 m           | 2005                   | Tranchée couverte 1 750 m avec la tranchée couverte de Vignier et de St-Blaise, et les tranchées ouvertes/couvertes les reliant  |
| -    | Festung                              | H2                                             | Argovie                 | Festung Aarburg, Aarburg                                            | 1               | 575 m           | 2007                   | |
| -    | Stephanshorn                         | A1/E60                                         | Saint-Gall              | 82 Saint-Gall-St.Fieden - 83 Saint-Gall-Neudorf                     | 2               | 570 m           | 1987                   | |
| -    | Communes Réunies                     | H104 (Avenue des Communes Réunies)             | Genève                  | Les Palettes - Le Trèfle-Blanc                                      | 1               | ~ 570 m         | 2006                   | Tranchée couverte, plus 5 entrées/sorties                                                                                        |
| -    | Wilderswil                           | H221                                           | Berne                   | contournement de Wilderswil                                         | 1               | 570 m           | 2023                   | Tranchée couverte |
| -    | Hof                                  | A3                                             | Saint-Gall              | Mols (Quarten)                                                      | 2               | 560 m           | 1983                   | |
| -    | Neufeld                              | A1/E27/E25                                     | Berne                   | 36 Bern-Neufeld - H1/H12                                            | 1               | 560 m           | 2009                   | Tranchée couverte |
| -    | Lutschinen                           | A8                                             | Berne                   | 26 Interlaken-Ost - 27 Bönigen                                      | 2               | 559 m           | 1979?                  | Plus 180 m de galerie au portail Est                                                                                             |
| -    | Soliwald                             | H8 (route du Brünig)                           | Berne                   | Brienzwiler                                                         | 1               | 558 m           | 1995                   | Tunnel tournant |
| -    | Biaschina                            | A2/E35                                         | Tessin                  | Faido                                                               | 2               | 557 m           | 1984                   | |
| -    | Mumpé Medel                          | H416 (route du Lukmanier)                      | Grisons                 | Mumpé Medel - Curaglia                                              | 1               | 553 m           | 1972                   | |
| -    | Métairie de Nidau                    | A16/E27                                        | Berne                   | Péry-La Heutte, 18 Sonceboz - 19 La Heutte                          | 2               | 553 m           |                        | Tranchée couverte |
| -    | Acheregg                             | A2/E35                                         | Nidwald                 | 29 Hergiswil via H4                                                 | 1               | 550 m           | 1964                   | |
| -    | Boudevilliers                        | A20                                            | Neuchâtel               | Boudevilliers                                                       | 2               | 550 m           | 1994?                  | |
| -    | Entlisberg                           | A3                                             | Zurich                  | Wollishofen (), Échangeur 32 Zürich-Sud - 33 Wollishofen            | 2               | 550 m           | 2004?                  | Tranchée couverte |
| -    | Brusei                               | A13c/E43                                       | Grisons                 | 34 Pian San Giacomo                                                 | 1               | 541 m           | 1972                   | |
| -    | Sévaz                                | A1/E25                                         | Fribourg                | 82 Sévaz                                                            | 2               | 540 m           | 2002?                  | Tranchée couverte |
| -    | Spitalhof                            | A5                                             | Soleure                 | 31 Solothurn-West (Biberist)                                        | 2               | 540 m           | 2005                   | |
| -    | Malleray                             | A16/E27                                        | Berne                   | Malleray                                                            | 1               | 528 m           | 2017                   | Tranchée couverte |
| -    | Neuberg                              | H295.1                                         | Argovie                 | Contournement est de Bad Zurzach (Ostumfahrung)                     | 1               | 527 m           | 2023                   | Tranchée couverte |
| -    | Teiftal                              | A2/E35                                         | Uri / Tessin            | Silenen - Gurtnellen                                                | 2               | 520 m           | 1972                   | |
| -    | Wihaldentunnel                       | H16 Contournement de Bazenheid                 | Saint-Gall              | Bazenheid                                                           | 1               | 510 m           | 2006                   | |
| -    | Brünnen                              | A1/E25                                         | Berne                   | 32 Bern-Brünnen (de) - 33 Bern-Bethlehem (de)                       | 2               | 510 m           | 2007                   | |
| -    | Val Spelunca                         | Route cantonale 725.72 (Samnauerstrasse)       | Grisons                 | H27 Vinadi/Weinberg - S-chalun (Valsot)                             | 1               | 507 m           | 1996                   | |
| -    | Blatt                                | A3                                             | Schwytz                 | 38 Wollerau                                                         | 2               | 505 m           | 1968                   | |
| -    | Hof                                  | A3                                             | Saint-Gall              | 47 Murg - 48 Walenstadt                                             | 2               | 505 m           | 1983                   | |
| -    | Bachet-de-Pesay                      | A1a                                            | Genève                  | Lancy, 2 Carouge-Centre - 3 La Praille-Carouge                      | 2               | 500 m           | 1997                   | Tranchée couverte |
| -    | Burg                                 | H2b                                            | Schwytz                 | Contournement Sud de Küssnacht                                      | 1               | 500 m           | 2020                   | |
| -    | Taubenloch VI                        | A16/E27                                        | Berne                   | Orvin/Péry-La Heutte                                                | 1               | 483 m           | 1978                   | |
| -    | Carouge                              | H112.1 (Route du Val-d'Arve)                   | Genève                  | Carouge                                                             | 1               | 475 m           | 1981                   | |
| -    | Starlera                             | 743 (Averserstrasse)                           | Grisons                 | Innerferrera                                                        | 1               | 470 m           | 1958                   | |
| -    | Saint-Aubin                          | RC 129                                         | Neuchâtel               | 5 Saint-Aubin (A5) - Saint-Aubin                                    | 1               | 469 m           | 1997                   | Contournement de Saint-Aubin - Bretelle A5                                                                                       |
| -    | Buechberg                            | A15 (de)                                       | Schwytz                 | 15 Schmerikon- 16 Tuggen                                            | 2               | 466 m           | 1977                   | |
| -    | Schallberg                           | H9/E62 (route du Simplon)                      | Valais                  | Ried-Brig                                                           | 1               | 465 m           | 1975                   | plus 150 m de galerie au portail sud, galerie de fuite de 200 mètres construite en 2015                                          |
| -    | Prau Pulté                           | H19 (Oberalpstrasse)                           | Grisons                 | Flims                                                               | 1               | 462 m           | 2007                   | Contournement de Flims |
| -    | Standenhorn                          | A3                                             | Berne                   | 45 Weesen - 46 Mühlehorn                                            | 1               | 460 m           | 1964                   | |
| -    | Passmal                              | H417a (Schynstrasse)                           | Grisons                 | Sils im Domleschg/Thusis                                            | 1               | 452 m           | 1993                   | |
| -    | Arzillier                            | A9/E27/E62                                     | Vaud                    | 19 Bex - 21 Saint-Maurice                                           | 2               | 448 m           | 1988                   | |
| -    | Kulm                                 | H9/E62 (route du Simplon)                      | Valais                  | Simplon                                                             | 1               | 376 m           | 1967                   | 1 832 m avec la galerie Kaltwasser en aval et la galerie Josef en amont                                                          |
| -    | Neuhoftunnel                         | H25                                            | Argovie                 | Connexion H1/H26 et A1 (51 Lenzburg)                                | 1               | 362 m           | 2021                   | Tranchée couverte |
| -    | Bickwil                              |                                                | Zurich                  | Contournement de Bickwil (Obfelden)                                 | 1               | 250 m           | 2023                   | Tranchée couverte |
| -    | Nouveau Tunnel des Pyramides         | H206                                           | Valais                  | Euseigne                                                            | 1               | 120 m           | 2023                   | Contournement des Pyramides d'Euseigne (ancien tunnel de 40 m, sécurité) et mise en valeur du site. Inauguré le 29 novembre 2023 |
| -    | Trou d'Uri                           | H2                                             | Uri                     | Andermatt                                                           | 1               | 64 m            | 1708                   | |
| -    | Col de Pierre Pertuis                | Voie romaine                                   | Berne                   | Tavannes                                                            | 1               |                 | IIIe siècle apr. J.-C. | |

#### En constructions
| Nom                                            | Route  | Canton Pays  | De - À                          | Nombre de tubes | Longueur          | Ouverture prévue | Remarques |
| ---------------------------------------------- | ------ | ------------ | ------------------------------- | --------------- | ----------------- | ---------------- | --- |
| Second tube du Gothard                         | A2/E35 | Uri / Tessin | Göschenen - Airolo              | 1               | Tube 1 : 16 918 m | 2029             | Travaux préliminaires débuté en été 2020, construction débutée en septembre 2011 Le second tube routier du Gothard |
| Tranchée couverte de Finges                    | A9/E62 | Valais       | Bois de Finges                  | 2               | 4 200 m           | 2030             | Sierre est - Loèche/La Souste est                                                                                  |
| Viège (tube sud)                               | A9/E62 | Valais       | Contournement de Viège          | 2               | 2 688 m           | 2024/2025        | Transformation du tunnel du Vispertal (jusqu'à la jonction Vispertal), tube nord ouvert en 2022                    |
| Kaiserstuhl                                    | A8     | Obwald       | 32 Lungern-Nord - 33 Giswil-Süd | 1               | 2 100 m           | 2029             | Maître d’ouvrage : OFROU a8-ow.ch Galerie de sécurité : 2028                                                       |
| Susten                                         | A9/E62 | Valais       | La Souste (Susten)              | 2               | 2 080 m           | 2030             | 1 210 m de tunnel et 870 m de tranchées couvertes                                                                  |
| Entlastungsstollen Thalwil                     |        | Zurich       | Langnau am Albis - Thalwil      | 1               | 2 000 m           | 2023             | Entlastungsstollen Thalwil, maître d’ouvrage : ZH                                                                  |
| Einhausung Schwamendingen und Schöneich-tunnel | A1l    | Zurich       | 64 Zurich-Est - Schöneichtunnel | 2               | 1 700 m           | 2024             | Recouvrement de l'autoroute urbaine, maître d’ouvrage : OFROU Einhausung Schwamendingen                            |
| Tranchée couverte de Rarogne                   | A9/E62 | Valais       | Rarogne                         | 2               | 1 460 m           | 2026             | dont les trémies Ouest (260 m) et Est (200 m) Tranchée couverte de Rarogne                                         |
| Les Evouettes                                  | H21    | Valais       | Contournement des Evouettes     | 1               | 765 m             | 2025             | Percement achevé le 13 novembre 2023                                                                               |

#### Projets

##### Projets assurés
| Nom                                 | Route                     | Canton Pays   | De - À                         | Nombre de tubes | Longueur | Période de réalisation prévue | Maître d’ouvrage | Remarques                                   |
| ----------------------------------- | ------------------------- | ------------- | ------------------------------ | --------------- | -------- | ----------------------------- | ---------------- | ------------------------------------------- |
| Sisikon                             | H2/E41 (Axenstrasse (de)) | Schwytz / Uri | Ort - Gumpisch                 | 1               | 4 442 m  | 2023 - 2029                   | SZ               |                                             |
| Morschach                           | H2/E41 (Axenstrasse (de)) | Schwytz       | Ingenbohl - Ort                | 1               | 2 889 m  | 2023 - 2029                   | SZ               |                                             |
| Kaiserstuhl                         | A8                        | Obwald        | Lungern / Giswil               | 1               | 2 100 m  | 2024 - 2032                   | OW               |                                             |
| Fideriser                           | A28 (de)/H28              | Grisons       | Fideris (Jenaz - Dalvazza)     | 1               |          |                               |                  |                                             |
| Évitement est La Chaux-de-Fonds H18 | H18                       | Neuchâtel     | Langnau am Albis - Thalwil     | 1               | 1 620 m  | 2021 - 2026                   | NE               | Projet routier H18                          |
| Agno-Vallone                        |                           | Tessin        | H398 Agno - aéroport de Lugano | 1               | ~ 900 m  | 2022? - ?                     | TI               | Circonvallazione Agno-Bioggio               |
| Deibfels                            | H212 (Saastalstrasse)     | Valais        | Reschti - Eisten               | 1               | 680 m    | Années 2020                   | VS               | Sécurisation de la route Stalden - Saas-Fee |

##### Projets possibles
| Nom                        | Route  | Canton Pays                  | De - À                                | Nombre de tubes | Longueur  | Période de réalisation prévue | Maître d’ouvrage | Remarques                                                                 |
| -------------------------- | ------ | ---------------------------- | ------------------------------------- | --------------- | --------- | ----------------------------- | ---------------- | ------------------------------------------------------------------------- |
| Hirzel (de)                |        | Zurich                       | Hirzel                                | 2               | ~ 5 000 m |                               |                  | Route reliant l'A4a (4 Sihlbrugg (de)) à la jonction 36 Wädenswil de l'A3 |
| Brünig                     | A8/H8  | Obwald / Berne               |                                       | 1               | 3 700 m   |                               |                  | Projet de tunnel sous le col du Brünig                                    |
| Bypass Luzern              | A2     | Lucerne                      | Lucerne, Ibach (Luzern Nord) - Kriens | 2               | 3 450 m   | 2026 - 2036                   | OFROU            | Tunnel Bypass                                                             |
| Vigneules (Vingelz)        | A5     | Berne                        | Contournement Ouest de Bienne         | 2               | 2 300 m   | 2025 - 2028                   | BE               | Contournement de Vigneules                                                |
| Melide-Grancia : 3ème tube | A1/E35 | Tessin                       | Grancia - Melide                      | 1               | 1 800 m   | 2030 - 2040                   | OFROU            |                                                                           |
| Zubringer Güterbahnhof     | A1/E35 | Saint-Gall                   | Saint-Gall                            | 2               | 2 400 m   | 2035 - 2039                   | OFROU            | Zubringer Güterbahnhof Tunnel Feldli : 2 tubes Tunnel Liebegg : 1 tube    |
| Port                       | A5     | Berne                        | Port, Contournement Ouest de Bienne   | 1               | 1 760 m   | 2025 - 2030                   | BE               | Raccordement rive droite du lac de Bienne                                 |
| Nieschbergtunnel           | H8     | Appenzell Rhodes-Extérieures | Herisau - Waldstatt                   | 1               | 1 640 m   | 2025 - 2030                   | OFROU            |                                                                           |
| Rosenberg : 3ème tube      | A1/E35 | Saint-Gall                   | Saint-Gall                            | 1               | 1 435 m   | 2030 - 2037                   | OFROU            | Zubringer Güterbahnhof                                                    |
| Weidteile                  | A5     | Berne                        | Contournement Ouest de Bienne         | 2               | 1 370 m   | 2026 - 2030                   | BE               | Branche Ouest                                                             |
| Oberburg                   | H23    | Berne                        | Oberburg                              | 1               | 1 100 m   | 2024 - 2027                   | BE               |                                                                           |
| Évitement de Peseux        | H10    | Neuchâtel                    | Peseux                                | 1               | 1 050 m   | 2025 - 2030                   | NE               |                                                                           |
| City-Tunnel                |        | Berne                        | Berne                                 |                 | 700 m     | 2025 - 2030                   | BE               |                                                                           |
| Spichigwald                | H244   | Berne                        | Aarwangen                             | 1               | 500 m     | 2023 - 2025                   | BE               |                                                                           |

#### Projets abandonnés
| Nom         | Route | Canton Pays     | De - À                                                     | Nombre de tubes | Longueur | Dates | Remarques |
| ----------- | ----- | --------------- | ---------------------------------------------------------- | --------------- | -------- | --- | --- |
| Rawyl/Rawil | A6    | Berne / Valais  | Vallon de Pöschenried (Lenk) - Gorges de la Liène (Icogne) | 1               | 9 710 m  | 1973 : début de la galerie de sondage 1979 : arrêt des travaux après l'apparition de fissures dans le barrage de Tseuzier 1986 : fin du projet | Projet de 1960 d'une autoroute Wimmis-Rawyl-Uvrier (N6), franchissant la crête des Alpes bernoises par le col du Rawyl (de) |
| St-Gingolph | H21   | Valais / France | Contournement de Saint-Gingolph                            | 1               |          | Années 1990 : planification 2021 : abandon du projet 2026 : début travaux prévus                                                               | Aménagements et réouverture de la Ligne du Tonkin avec intégration au Léman Express privilégié                              |

### Tunnels d'infrastructures
| Type                                                | Nom                                                | Installation                                                                         | Situation                    | Parcours                                                                                                   | Longueur | Volume d'excavation | Section totale                                                  | Achèvement | Remarques                                                                                                  |
| --------------------------------------------------- | -------------------------------------------------- | ------------------------------------------------------------------------------------ | ---------------------------- | --- | -------- | ------------------- | --------------------------------------------------------------- | ---------- | --- |
| Galerie d'amenée/d'adduction                        | Galerie Cavergno - Palagnedra                      | Centrale hydroélectrique de Verbano I, Officine Idroelettriche della Maggia S.A (de) | Tessin                       | Centrale de Cavergno - barrage de Palagnedra (it)                                                          | 23 400 m | 421 200 m3          | 18 m2                                                           | 1953       | |
| Galerie d'amenée à écoulement libre (collecteur)    | (Collecteur principale du) Collecteur Est, Emosson | Electricité d'Emosson SA                                                             | Valais, massif du Mont-Blanc | Barrage de La Fouly - Saléina - Trient - bassin de compensation des Esserts (Trient)                       | 19 300 m | 306 870 m3          | 16 m2                                                           | 1976       | Depuis Les Essert, l'eau est soit turbinée à l'usine de Vallorcine, soit pompée dans la retenue d'Émosson. |
| Galerie d'amenée                                    | Galerie Olivone - Malvaglia                        | Centrale de Biasca (it), Officine Idroelettriche della Maggia S.A (de)               | Tessin, Val di Blenio        | Barrage de Sosto, Olivone - Barrage du Val Malvaglia (it)                                                  | 14 900 m | 216 050 m3          | 14 m2                                                           | 1959       | |
| Galerie d'amenée                                    | Galerie de Riddes                                  | Centrale de Riddes, Forces Motrices de Mauvoisin                                     | Valais, Alpes valaisannes    | Centrale souterraine de Fionnay GD Bagnes - Riddes                                                         | 14 716 m | 157 461 m3          | 11 m2                                                           | 1956       | |
| Galerie d'adduction                                 | Galerie Lucomagno - Luzzone                        | Centrale de Luzzone, Officine Idroelettriche della Maggia S.A (de)                   | Tessin, Valle di Blenio      | Acquacalda (route du col du Lukmanier) - Barrage de Luzzone                                                | 13 600 m | 61 200 m3           | 4 m2                                                            | 1963       | |
| Galerie d'amenée/adduction                          | Druckstollen Bärenburg - Sils                      | Kraftwerke Hinterrhein (de) (KHR)                                                    | Grisons, vallée de Schams    | Bassin de compensation de Bärenburg (Lac de Seara) - centrale de Sils im Domleschg                         | 13 090 m | 353 430 m3          | 27 m2                                                           | 1963       | |
| Galerie d'amenée                                    | Galeria libero Altstaffel - Robiei                 | Centrale de Bavona, Officine Idroelettriche della Maggia S.A (de)                    | Valais/Tessin                | Centrale d'Altstaffel - barrage de Robièi (it)                                                             | 12 885 m | 103 080 m3          | 8 m2                                                            | 1966       | |
| Galerie d'adduction                                 | Galerie d'adduction Est                            | Centrale de Veytaux (de), Forces motrices Hongrin-Léman (FMHL)                       | Vaud, Préalpes vaudoises     | Alimente le lac de l'Hongrin                                                                               | 12 500 m | 56 250 m3           | 4 m2                                                            | 1969       | |
| Galerie d'amenée                                    | Nuova Biaschina                                    | Centrale de Nuova Biaschina (it), Azienda Elettrica Ticinese                         | Tessin, Léventine            | Centrale de Piottino (Chironico) - barrage du Val d'Ambra (it)                                             | 11 500 m | 241 500 m3          | 21 m2                                                           | 1962       | |
| Conduite d'amenée sous pression                     | Condotto sotto carico Malvaglia - Biasca           | Centrale de Biasca, Officine Idroelettriche di Blenio (it)                           | Tessin, Valle di Blenio      | Barrage du Val Malvaglia (it) - Centrale de Biasca (it)                                                    | 10 200 m | 68 340 m3           | 7 m2                                                            | 1959       | |
| Galerie d'amenée                                    | Zulaufstollen Handeck-Wasserschloss                | KW Oberhasli AG, KWO                                                                 | Tessin, Valle di Blenio      | Innertkirchen 1 Barrage du Val Malvaglia (it) - Centrale de Biasca (it)                                    | 9 953 m  | 87 586 m3           | 9 m2                                                            | 1942       | |
| Galerie d'amenée en charge                          | Chute Le Châtelard - La Bâtiaz                     | Electricité d'Emosson SA                                                             | Valais                       | Retenue Le Châtelard ESA - Centrale de La Bâtiaz                                                           | 9 780 m  | 93 888 m3           | 10 m2                                                           | 1976       | |
| Galerie d'amenée à libre écoulement / sous pression | Galerie d'amenée Finhaut, Salvan                   | CFF, Energie                                                                         | Valais                       | Centrales de Châtelard-Barberine I et II avec bassin de compensation - Centrale de Vernayaz                | 8 932 m  | 58 058 m3           | 6 653 m à écoulement libre : 5 m2, 2 278 m sous pression : 8 m2 | 1930       | |
| Galerie d'amenée                                    | Piottino                                           | Centrale de Piottino, Azienda Elettrica Ticinese                                     | Tessin, Léventine            | Sud-est de la retenue de Rodi, Prato - Lac de retenue de Rierna (Bodio) Centrale de Piottino, Nivo (Faido) | 8 900 m  | 62 300 m3           | 7 m2                                                            | 1932       | |
| Galerie d'amenée                                    | Vecchia Biaschina                                  | Centrale de Vecchia Biaschina, Azienda Elettrica Ticinese                            | Tessin, Léventine            | Centrale de Ticinetto, Chironico - Lac de retenue de Rierna (Bodio)                                        | 8 800 m  | 77 440 m3           | 9 m2                                                            | 1910       | |
| Galerie d'amenée                                    | Druckstollen Klosters - Küblis                     | Centrale de Kublis, Bündner Kraftwerke (de)                                          | Grisons, Prättigau           | Centrale de Schlappin, Klosters - Plävigginersee, Kublis)                                                  | 8 400 m  | 52 080 m3           | 6 m2                                                            | 1921       | |
| Galerie d'amenée                                    | Galerie d'amenée Hongrin - Léman                   | Centrale de Veytaux (de), Forces motrices Hongrin-Léman (FMHL)                       | Vaud, Préalpes vaudoises     | Lac de l'Hongrin - Centrale hydroélectrique de pompage-turbinage de Veytaux (Lac Léman)                    | 7 870 m  | 98 375 m3           | 12 m2                                                           | 1969       | |
| Galerie d'amenée                                    | Alter Druckstollen Pfaffensprung-Amsteg            | Usine électrique d’Amsteg (de), CFF                                                  | Uri                          | Bassin de retenue de Pfaffensprung sur la Reuss (Wassen) - Usine électrique d’Amsteg                       | 7 535 m  | 48 978 m3           | 6 m2                                                            | 1922       | |

### Autres tunnels

#### En service
| Type                              | Nom                                             | Installation                                               | Situation                    | Parcours                                                                    | Longueur   | Volume d'excavation | Section totale | Achèvement                                | Remarques |
| --------------------------------- | ----------------------------------------------- | ---------------------------------------------------------- | ---------------------------- | --------------------------------------------------------------------------- | ---------- | ------------------- | -------------- | ----------------------------------------- | --- |
| Accélérateur de particules        | Grand collisionneur électron-positron (LEP)     | Organisation européenne pour la recherche nucléaire (CERN) | Genève / France              | Boucle partant depuis le CERN                                               | 26 659 m   | 451 447 m3          | 16 m2          | 1988 (excavation)                         | En fonction de 1989 à 2000. Tunnel en service pour le Grand collisionneur de hadrons (LHC), entré en service depuis 2008. |
| Galeries d'accès et installations | Centrale de pompage-turbinage de Nant de Drance | Centrale de pompage-turbinage Nant de Drance               | Valais, massif du Mont-Blanc | Le Châtelard - caverne (machines et transformateurs) - Lac du Vieux Émosson | ~ 17 000 m | ~ 1 700 000 m3      |                | Mise en service des installations en 2019 | Voir : Émosson et Barrage d'Émosson                                                                                       |
| Accélérateur de particules        | Super Proton Synchrotron (SPS)                  | Organisation européenne pour la recherche nucléaire (CERN) | Genève / France              | Boucle partant depuis le CERN                                               | 6 551 m    | 117 918 m3          | 18 m2          | 1976                                      | Sert actuellement d'injecteur au Large Hadron Collider (LHC).                                                             |

#### Projet
| Nom                | Canton                     | De - À                      | Longueur | Ouverture prévue | Remarques                           |
| ------------------ | -------------------------- | --------------------------- | -------- | ---------------- | ----------------------------------- |
| Cargo Sous Terrain | Soleure / Argovie / Zurich | Härkingen-Niederbipp-Zurich | 66 700 m | 2030             | Projet pilote du cargo sous terrain |